# 富田林市立富田林小学校
富田林市立富田林小学校（とんだばやししりつ とんだばやししょうがっこう）は、大阪府富田林市常盤町にある公立小学校。

## 通学区域
- 富田林町、本町、常盤町、谷川町、寿町一丁目から四丁目、昭和町一丁目及び二丁目、富美ケ丘町、大字毛人谷(127番地の1、128から131番地を除く。)、甲田一丁目のうち次の区域(1から4番)、大字新堂のうち次の区域(1914番地、1938番地、1942から1952番地、1954番地、1956番地、1958から1969番地、1974番地、1975番地、1980から1998番地、2000から2003番地、2011から2015番地、2021番地、2022番地、2026から2028番地、2033から2037番地、2042から2044番地、2051番地、2052番地、2059から2075番地、2076番地の1及び2、2077番地の1から3及び5から7、2099番地、2101番地、2102番地、2161から2166番地、2168から2172番地、2174から2179番地、2181から2185番地、2187から2191番地、2192番地の2・7・8・129から131・206・207、2192番地の10の8から10・12・13・19から25・27から29・202・204、2193から2196番地、2197番地の1・4・5、2198番地の4、2201番地の14、2202番地、2665番地、2666番地、2669番地の1、2670番地)[1]

※卒業後は基本的に富田林市立第一中学校に進学する。